# Pouvrai
Pouvrai è un comune francese di 113 abitanti situato nel dipartimento dell'Orne nella regione della Normandia.

## Società

### Evoluzione demografica
Abitanti censiti